# Bobby Chen
Bobby Chen (caratteri cinesi: 陳昇; pinyin: Chén Shēng; Xizhou, 29 ottobre 1958) è un cantante e produttore discografico taiwanese.

## Biografia
Durante gli anni della scuola elementare, fu l'unico alunno maschio ad esibirsi in una competizione di canto, come rappresentante del coro canoro della propria scuola.
Dopo aver completato la sua istruzione, si trasferì nella capitale Taipei, dove poté dare inizio alla propria carriera. Dopo aver affrontato diversi lavori occasionali ed aver tentato tre volte un provino, riuscì finalmente ad entrare nella casa discografica Zhong Yi (綜一唱片). A partire dal 1982 iniziò a lavorare come preparatore nei backstage e divenne assistente di Liew Jia Chang. Solo diversi anni più tardi iniziò a comporre la propria musica, grazie alla quale si guadagnò un posto all'interno della popolare etichetta Rock Records (滾石唱片), con l'aiuto di Xu Chong Xian (徐崇憲), manager della Li Feng Sound Recording (麗風錄音室).
Bobby Chen ha pubblicato il suo primo album studio, intitolato The Crowded Playground, nel 1988.

## Discografia

### Album studio
- 3 maggio 1988 ─ 擁擠的樂園
- 18 aprile 1989 － 放肆的情人
- 14 settembre 1990 － 貪婪之歌
- 14 agosto 1991 － 私奔
- 20 novembre 1992 － 別讓我哭
- 2 settembre 1994 － 風箏
- 18 maggio 1995 － 恨情歌
- 12 luglio 1996 － SUMMER
- 17 luglio 1997 － 六月
- 30 luglio 1998 － 鴉片玫瑰
- 18 maggio 2000 － 思念人之屋
- 20 dicembre 2001 － 50米深藍
- 21 ottobre 2005 － 魚說
- 29 dicembre 2006 － 這些人那些人
- 2 agosto 2007 － 麗江的春天
- 19 dicembre 2008 － 美麗的邂逅
- 11 giugno 2010 － P.S.是的 我在台北[1]

### Live
- 25 giugno 2002 - My Destiny

### Raccolte
- 26 aprile 1994 - 魔鬼的情詩
- ottobre 1996 - ELLE 特別專輯
- dicembre 1997 - 24K
- 16 dicembre 1998 - 魔鬼的情詩
- 26 dicembre 2000 - 布魯賽爾的浮木之音樂故事
- 26 dicembre 2003 - 魔鬼A春天